# LYSMD3
LYSMD3‏ (LysM domain containing 3) هوَ بروتين يُشَفر بواسطة جين LYSMD3 في الإنسان.